# 胡世英
胡世英（1954年12月—），男，汉族，辽宁沈阳人，中华人民共和国政治人物，曾任黑龙江省人大常委会副主任、秘书长、党组成员兼机关党委书记。